# La Casa de la Sal
La Casa de la Sal es una organización no gubernamental que trabaja en México, en el campo de la atención y la prevención del VIH-sida. Los orígenes de esta organización se remontan a 1986, cuando la pedagoga Rosa María Rivero y siete de sus estudiantes formaron un grupo que asistía a brindar apoyo a los pacientes con sida que se encontraban internados en los hospitales de la Ciudad de México. 
El 15 de agosto de 1986 nace La Casa de la Sal, institución que en diciembre de ese mismo año, quedó constituida como una Asociación Civil. Mientras que en 1991 se funda el Centro Infantil de La Casa de la Sal.
Un paciente atendido por el grupo donó su casa y bienes a la organización. A partir de ese patrimonio se constituyó La Casa de la Sal. Sus servicios consisten principalmente en acoger a niños y niñas que son portadores del VIH. Además ofrecen servicios de apoyo psicológico y médico a pacientes externos. 